# Akhraten
Akhraten est un roi koushite (vers 350-335 avant notre ère). Il pourrait être un fils d'Harsiotef et un frère de Nastasen.
Akhraten a pris au moins quelques titres basés sur ceux utilisés par les pharaons égyptiens :
- Nom d'Horus : Kanakht Tjema Neditef (« Taureau puissant dont le bras est puissant, Protecteur de son Père »)
- Nom de Nesout-bity : Néferibrê (« Rê est celui dont le cœur est beau »)
- Nom de Sa-Rê : Akhraten

Akhraten est connu par un cartouche dans une chapelle et par une statue de granit noir trouvée dans le temple du Gebel Barkal, maintenant situé au Musée des Beaux-Arts (Boston). La statue est sans tête et il lui manque les pieds.
Akhraten pourrait avoir été remplacé comme roi de Koush par Nastasen, mais certains érudits suggèrent qu'un roi nommé Amanibakhi aurait régné entre Akraten et Nastasen.

## Sépulture
Akhraten est enterré dans la pyramide Nu XIV à Nouri.